# Monti Nebrodi

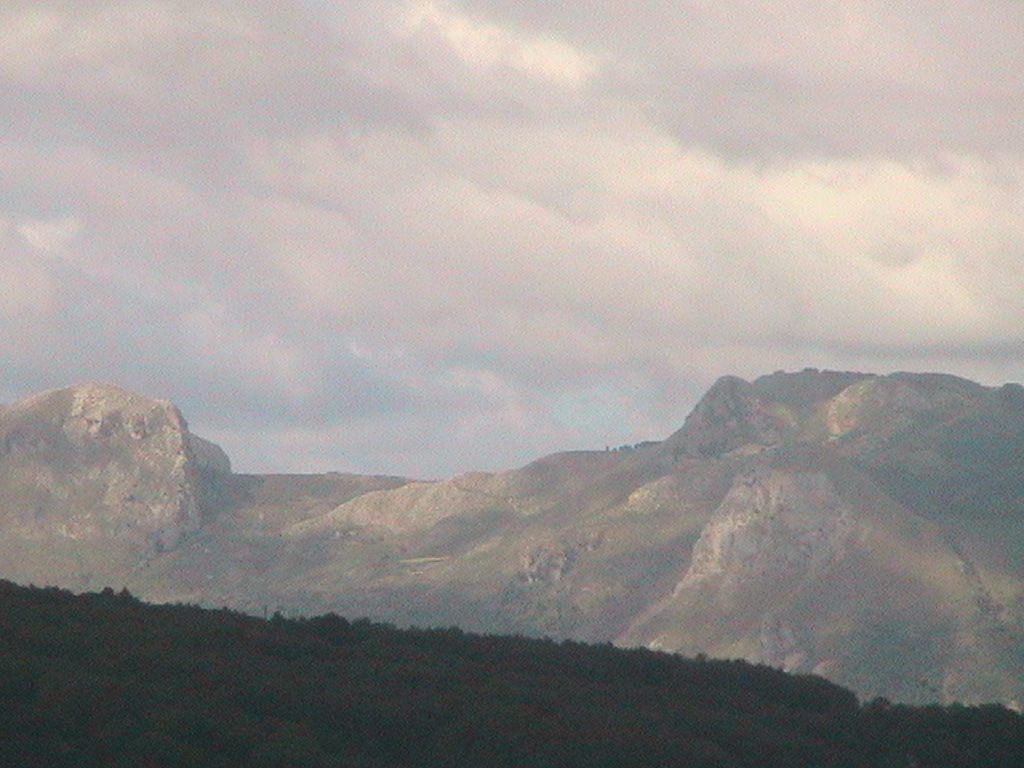
Rocche del Crasto in den Monti Nebrodi

Die Monti Nebrodi sind ein Gebirge an der Nordostküste Siziliens in der Metropolitanstadt Messina. 

## Lage
Die Monti Nebrodi liegen zwischen den Monti Peloritani im Osten und den Monti Madonie im Westen. Diese drei Gebirge bilden eine Fortsetzung der Gebirgskette des Apennin. Im Norden reicht das Gebirge bis zum Tyrrhenischen Meer, die südliche Grenze bilden der Ätna und die Flüsse Alcantara und Simeto. Höchste Erhebung ist der Monte Soro mit 1847 m s.l.m.

## Geologie
Die Monti Nebrodi bestehen an ihrer Oberfläche überwiegend aus Kalkstein.

## Natur

### Flora
In den Monti Nebrodi befindet sich eines der größten zusammenhängenden Waldgebiete Siziliens (50.000 ha). Auf Grund zahlreicher natürlicher Bäche und Flüsse ist auch in den heißen, trockenen Sommermonaten eine üppige Vegetation vorzufinden. In den tiefer gelegenen Regionen gedeihen Zitrusfrüchte, Olivenbäume und Mandeln. In den höher gelegenen Waldregionen wachsen unter anderem Zedern, Eichen und Buchen, vereinzelt auch noch Nebrodi-Tannen und Wildkräuter. 

### Fauna
Damhirsche (griechisch: nebros für Hirschkalb), die dem Gebirge seinen Namen gaben, wurden im Lauf der Jahrhunderte nahezu ausgerottet. Heute sind in den Monti Nebrodi Füchse, Marder, Wildkatzen und Wildschweine heimisch. Außerdem finden hier 150 Vogelarten, vorwiegend Greifvögel und 70 verschiedene Schmetterlingsarten ihren Lebensraum.

### Naturschutz
1993 wurde das Gebiet unter Naturschutz gestellt und der Regionalpark Parco dei Nebrodi angelegt.